# Гавирате
Гавира̀те (на италиански: Gavirate; на ломбардски: Gaviràa, Гавираа) е град и община в Северна Италия, провинция Варезе, регион Ломбардия. Разположен е на 261 m надморска височина_ на северния бряг на езеро Лаго ди Варезе. Населението на общината е 9337 души (към 2017 г.).